# Lu Leonard
Pour les articles homonymes, voir Leonard.
Lu Leonard est une actrice américaine née le 5 juin 1926 et morte le 14 mai 2004 à Woodland Hills (États-Unis).

## Filmographie
- 1956 : Husbands Beware : Dora
- 1969 : The Littlest Angel (TV) : Scribe
- 1978 : Last of the Good Guys (TV) : Heavy Woman
- 1982 : Annie : Mrs. Pugh
- 1984 : Starman : Roadhouse Waitress
- 1984 : Breakin' 2: Electric Boogaloo (en) de Sam Firstenberg : Head Nurse
- 1984 : Micki + Maude : Nurse Mary Verbeck
- 1985 : Stand Alone : Mrs. Whitehead
- 1987 : On Location: The Roseanne Barr Show (TV) : Aunt Grace
- 1987 : The Princess Academy : Fräulein Stinkenschmidt
- 1987 : La loi est la loi (Jake and the Fatman) (série TV) : Gertrude (1987-1988)
- 1988 : You Can't Hurry Love de Richard Martini (en) : Miss Frigget
- 1990 : Shadowzone : Mrs. Cutter
- 1990 : Circuitry Man : Juice
- 1990 : Sans toi je ne suis rien : Sandra's Manager
- 1991 : Extrême poursuite (A Climate for Killing) : Winnie
- 1992 : Kuffs : Harriet
- 1993 : Made in America : Sperm Bank Nurse
- 1994 : L'Apprenti millionnaire (Blank Check) : Udowitz
- 1995 : Man of the Year : Dee Dee Sweatman